# Villaverde (Madrid)

Ubicació de Villaverde.

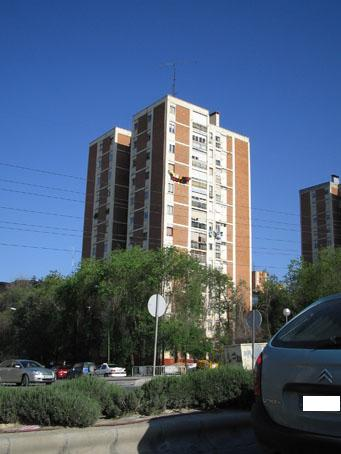
Edifici a San Cristóbal.

Villaverde és el districte municipal situat en l'extrem sud del municipi de Madrid. Anteriorment havia estat un municipi independent, l'últim a ser absorbit per Madrid, el 31 de juliol de 1954. Té 29,9 kilòmetres quadrats i 126.802 habitants.

## Dades geogràfiques
El districte de Villaverde limita a l'oest amb el terme municipal de Leganés, al sud amb el de Getafe, a l'est amb el districte de Vila de Vallecas a través del límit del riu Manzanares, i al nord amb el districte de Usera, separant-se d'aquest a través de l'autovia de circumval·lació de Madrid M-40. La seva altitud mitjana oscil·la entre els 603 m de la Ciudad de los Ángeles i els 596 m de Villaverde Alto.
La superfície del districte és de 2.028,65 ha. No obstant això, anteriorment a l'annexió per part de Madrid, el municipi de Villaverde abastava, a més de l'actual districte, la major part de l'actual districte d'Usera i una petita part del de Vallecas.
Al segle xvii les terres dependents de Villaverde incloïen fins i tot la devesa de l'Arganzuela (a l'altre costat del *Manzanares). En 1954, just abans de l'absorció per part de Madrid, els límits de Villaverde eren: per l'oest amb els termes municipals de Leganés i Carabanchel, pel sud amb Getafe, a l'est amb el municipi de Vallecas (situant-se el límit passat el riu Manzanares) fins al rierol Abroñigal i al nord amb el municipi de Madrid.

## Divisió administrativa
El districte de Villaverde està dividit (2006) en diferents barris:
- San Andrés, format per les barriades de Villaverde Alto, Plata y Castañar, la Colonia Marconi i el polígon industrial de Villaverde.
- San Cristóbal, format per la barriada de San Cristóbal de los Ángeles.
- Butarque, després de San Andrés el barri més gran del districte de Villaverde.
- Los Rosales, format per les barriades conegudes popularment com a Villaverde Bajo, Los Rosales, Oroquieta i El Espinillo.
- Los Ángeles, format per les barriades de Ciudad de los Ángeles, San Luciano, San Nicolás i El Cruce.

## Població i demografia
La població, segons el cens de 2001, és de 126.802 habitants repartits per barris:
| Barri                   | Total  | 0 - 4 | 5 - 9 | 10 - 14 | 15 - 19 | 20 - 24 | 25 - 29 | 30 - 34 | 35 - 39 | 40 - 44 | 45 - 49 | 50 - 54 | 55 - 59 | 60 - 64 | 65 - 69 | 70 - 74 | 75 - 79 | 80 - 84 | 85 - 89 | 90 - 94 | 95 - 99 | 100 i més |
| ----------------------- | ------ | ----- | ----- | ------- | ------- | ------- | ------- | ------- | ------- | ------- | ------- | ------- | ------- | ------- | ------- | ------- | ------- | ------- | ------- | ------- | ------- | --------- |
| San Andrés              | 40.371 | 1.922 | 1.780 | 2.050   | 2.251   | 2.948   | 3.850   | 3.730   | 3.573   | 2.919   | 1.962   | 1.844   | 2.198   | 2.134   | 2.547   | 2.079   | 1.344   | 728     | 349     | 130     | 28      | 5         |
| San Cristóbal           | 13.615 | 695   | 603   | 601     | 660     | 800     | 1.116   | 1.216   | 1.360   | 926     | 570     | 432     | 448     | 650     | 1.162   | 1.150   | 759     | 297     | 109     | 55      | 6       | 0         |
| Butarque                | 7.432  | 510   | 393   | 458     | 545     | 761     | 747     | 694     | 594     | 478     | 471     | 454     | 385     | 278     | 243     | 187     | 128     | 70      | 26      | 6       | 4       | 0         |
| Los Rosales (Esp, V. B) | 32.382 | 1.982 | 1.565 | 1.450   | 1.604   | 2.422   | 3.074   | 3.616   | 3.472   | 2.274   | 1.691   | 1.683   | 1.777   | 1.507   | 1.561   | 1.206   | 829     | 375     | 217     | 61      | 15      | 1         |
| Los Ángeles             | 33.002 | 1.168 | 1.199 | 1.369   | 1.653   | 2.515   | 3.058   | 2.549   | 2.415   | 2.230   | 1.753   | 1.776   | 2.118   | 2.264   | 2.778   | 1.909   | 1.177   | 592     | 329     | 123     | 25      | 2         |

Avui dia compta amb una taxa d'immigrants del 20%, més alta que la resta de la capital. Sant Cristóbal és el barri de Madrid amb més immigrants (40%). Los Angeles és el barri que menys immigrants té del districte: un 14%.

## Història de Villaverde

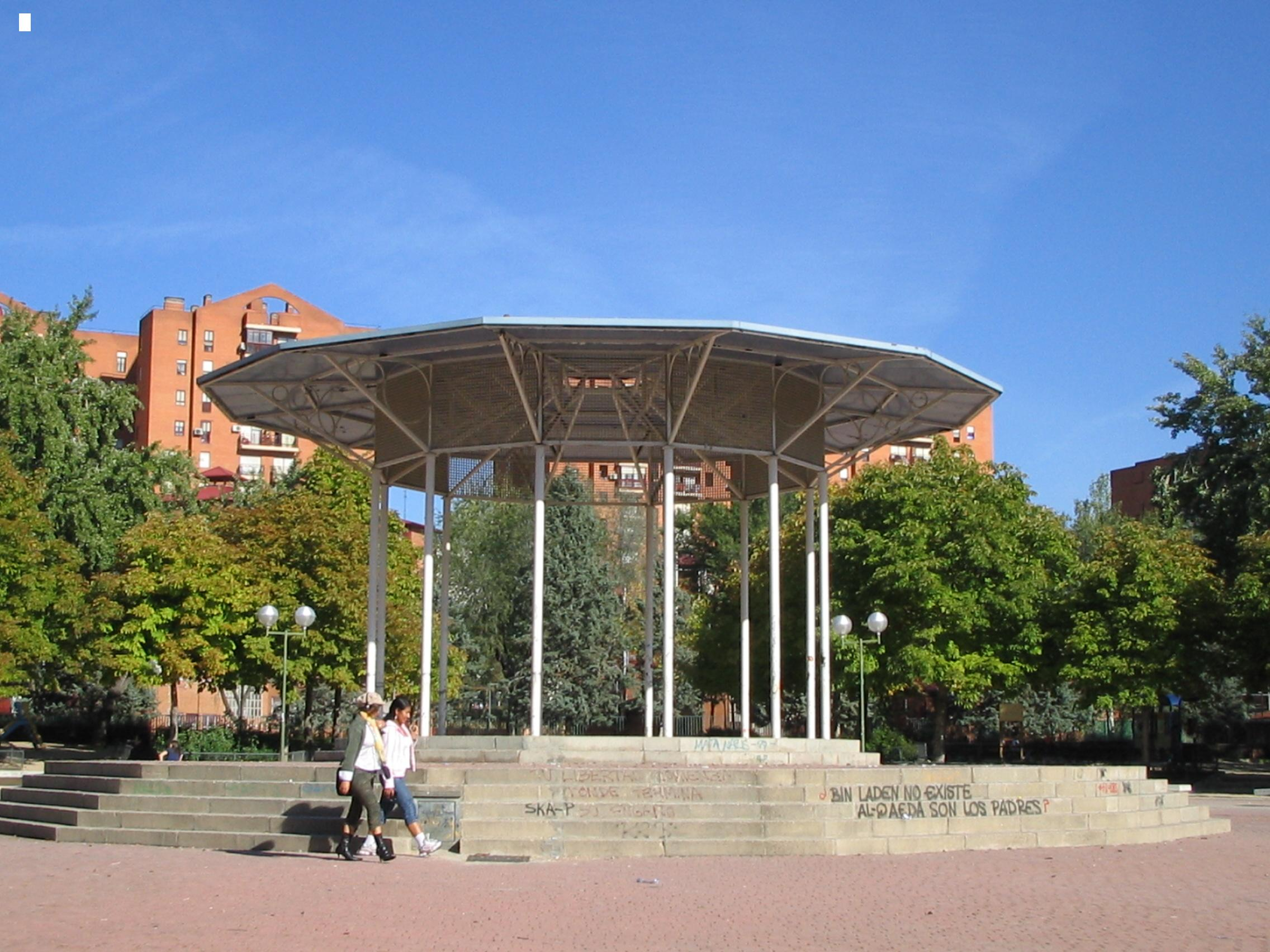
Parc de Ciudad de los Ángeles.

### Orígens de Villaverde
Els orígens de Villaverde es remunten a la conquesta de Madrid per part d'Alfons VI de Castella en 1085 amb l'ajuda de membres de l'Orde de Santiago. Com a agraïment, segons la tradició, el rei donà terres properes al gual del Manzanares en direcció Vallecas a cavallers d'aquesta ordre. En aquestes terres, es va formar el nucli de població denominat Gual de Santiago el Verde a la rodalia d'una almunia o casa de llaurar d'origen àrab, amb jardí, sínia i horta, denominada La Algarrada (lloc de celebració de les Santiago el Verde).
A causa de causes incertes (encara que és probable que fora per l'excessiva humitat de la zona, o per les contínues crescudes del riu Manzanares) el poblat es va traslladar a l'emplaçament actual de Villaverde, situat entre els rierols Butarque i Malvecino.
En el Fur atorgat a Madrid en 1222 per Ferran III el Sant apareix per primera vegada Villaverde com un dels sexmos o departaments rurals dependents de la vila de Madrid. El sexmo de Villaverde incloïa les viles de Villaverde, Getafe, Fuenlabrada, Torrejón de la Calzada, Casarrubuelos, Humanejos i Perales.
Entre 1413 i 1414 les poblacions de Santiago el Verde i La Algarrada apareixen com despoblades i figura com a existent el poble de Villaverde. Propers al poble es trobaven les ermites de Santiago el Verd (posteriorment traslladada a l'ermita d'Atocha pel cavaller Gracián Ramírez) i la Magdalena.

### Villaverde alseglexvi
Ja al segle xvi, segons les relacions de Felip II, Villaverde era un llogaret propietat de Felip II i que depenia jurisdiccionalment de Madrid, judicialment de la Chancillería de Valladolid i eclesiàsticament de l'Arquebistay de Toledo. El Concejo de Villaverde estava governat per dos alcaldes, dos regidors i un sexmero. Aquest romania en el càrrec un any i era escollit el dia de Sant Blai.
En aquella època el poble tenia 250 veïns (sense comptar dones i fills), dedicats la majoria a l'agricultura. Constava d'una parròquia (l'actual parròquia de San Andrés de Villaverde), però no posseïa hospitals, convents o altres edificis importants. Existien dos graners (un d'ells real), tres tendes, una taverna, una fonda i una posada. La meitat del terme de Villaverde estava dedicat al cultiu de secà, encara que existien algunes hortes de regadiu amb aigua subministrada per sínies des del rierol Butarque.

### Villaverde als seglesxviiiixix
Al segle xviii Villaverde va començar a ser lloc de pas de la Cort en els seus viatges a Aranjuez. Això va motivar un auge econòmic en el petit llogaret, fent que passés de 204 cases (la majoria d'un pis) a la fi del segle xviii a 400 cases el 1849 (segons el diccionari general de Pascual Madoz). Així mateix, afavorida per la composició argilenca del terreny, va florir la indústria de la teula, convertint-se Villaverde en la major població productora de teules per a Madrid, i la que les proporcionava de major qualitat.
A mitjan segle xix existien al terme de Villaverde dos paradors en el Camí ral (antiga carretera d'Andalusia i Aranjuez), algunes cases de criança de toros de lídia, quatre fàbriques de forn de teula i dos molins fariners. Tenia una població de 876 habitants el 1849.
En la segona meitat del segle xix el ferrocarril canvià la fisonomia i economia del municipi. En 1848 es va inaugurar la línia Madrid - Aranjuez (posterior línia Madrid-Alacant), que travessava Villaverde. Per això es van començar a instal·lar, al costat de les vies fèrries, indústries auxiliars.
Així mateix, la indústria ceràmica va continuar prosperant, establint-se la fàbrica de Cerámicas La Nora als terrenys on en l'actualitat s'aixeca el barri de Sant Cristóbal dels Àngels. En aquesta època, Villaverde forma part del partit judicial de Getafe.

## Govern i Administració
Tabla del govern de Villaverde
| Càrrec   | Any  | Villaverde                       |
| Regidor  | 1979 | Francisco Contreras (PSOE)       |
| Regidor  | 1983 | Dolores García Hierro (PSOE)     |
| Regidor  | 1989 | (CDS)                            |
| Concejal | 1991 | Miguel Ángel Araujo (PP)         |
| Regidor  | 1995 | Fernando Martínez Vidal (PP)     |
| Regidor  | 1997 | Nieves Sáez de Adana Oliver (PP) |
| Regidor  | 2003 | Carlos Izquierdo Torres (PP)     |
| Regidor  | 2007 | Joaquín Martínez (PP)            |